# أمطراس (أمطراس)
أمطراس هو دُوَّار يقع بجماعة تالمبوط، إقليم شفشاون، جهة طنجة تطوان الحسيمة في المملكة المغربية. ينتمي الدوّار لمشيخة أمطراس التي تضم دوار واحد. يقدر عدد سكانه بـ 1668 نسمة حسب الإحصاء الرسمي للسكان والسكنى لسنة 2004.

## روابط خارجية
- البوابة الوطنية للجماعات الترابية
- المندوبية السامية للتخطيط